# حاج سید عبدالحسین شهشهانی
سیدعبدالحسین شهشهانی از سیاستمداران ایرانی بود، که در دوره نخست بعنوان نماینده مشهد در مجلس شورای ملی حضور داشت.